# 锺庆鸿
鍾慶鴻（英語：Barry Chung），是香港著名作曲人、編曲人及結他手。他先以「Trinity」樂隊的結他手出道，1980年代末在華星音樂集團任職期間被張偉文發掘任和聲歌手，在1988年為徐小鳳歌曲《長城》和音，再介紹給盧冠廷，90年代初期是徐小鳳、盧冠廷、夏韶聲、巫啟賢的指定和音。他的主要作品包括：Shine的《燕尾蝶》，容祖兒的《特別嘉賓》及楊千嬅的《勇》。

## 作品

### 1992年
- 鄭伊健 - Because...（編[註 1]）
- 鄭伊健 - 星（編[註 2]）
- 鄭伊健、吳君如 - 只因你心醉（編）
- 鄭伊健、吳君如 - 愛你一生還不夠（編）

### 1993年
- 鄭伊健 - 離不開（編）

### 1994年
- 袁鳳瑛 - 仙樂處處飄（編）
- 黃耀明 - 超時空傳說（編）
- 鄭伊健 - 廿世纪的恋人们（編）
- 鄭伊健 - 夜还未深（編）

### 1995年
- 孫耀威 - 如果變成一對（編）
- 鄭伊健 - 看天的日子（曲、編[註 3]）
- 鄭伊健 - 世界一早接受了（編）

### 1996年
- 黃秋生 - 快樂頌（編）

### 1997年
- 郭富城 - I Love You So 太爱你（編）
- 郭富城 - I Love You So 太爱你 (国语版)（編）
- 郭富城 - 多得你（編）
- 郭富城 - 爱的发热网（編[註 4]）
- 郭富城 - 浪人期望（編[註 5]）
- 郭富城 - 找自己爱的人（編）
- 陳曉東 - 三個字（曲）
- 陳曉東 - 從深海中到外太空（曲）

### 1998年
- 古巨基 - 重拾旧欢（曲、編）
- 何嘉莉 - 假设问题（曲）
- 馬浚偉 - 6:13 P.M. 雷暴（曲）
- 馬浚偉 - 坏脑光年（曲）
- 馬浚偉、葉麗儀 - 不再悲哀的日期（編）
- 張學友 - 释放自己（編）
- 張學友 - 不想这是场戏（曲）
- 郭富城 - 柏拉图之恋（曲、編）
- 郭富城 - 心上有人（編[註 6]）
- 陳曉東 - 追到外太空（曲）
- 劉愷威 - 爱情软件（曲、編）
- 劉愷威 - 盲头乌蝇（編）
- 鄭伊健 - 長髮（曲、編）
- 鄭伊健 - 這刻天空翻了風（編[註 7]）
- 鄭伊健 - 除非你（編）
- 譚耀文 - 人生中（曲、編）

### 1999年
- 古巨基 - 木讷（曲）
- 古巨基 - 嗜好（曲）
- 古巨基 - 光天化日（曲、編）
- 何嘉莉 - 错（曲）
- 胡诺言 - 今天最后一班机（曲、編）
- 马浚伟 - 傻（曲）
- 马浚伟 - 去去（曲、編）
- 郑伊健 - 心信（曲、編）
- 利绮 - 梦还你（曲）
- 利绮 - 一杯茶的时间（曲）
- 瞿颖 - 你自由了（曲）
- 瞿颖 - 孔雀（曲）
- 阿妹妹 - 无人岛（曲）
- 梁詠琪 - 限期（編）
- 郑伊健 - 老天请给我一秒（編）
- 郭富城 - 只有妳（傾訴篇）（編）
- 郭富城 - 我的问题你没回答（編）
- 郑伊健 - 我要爱（曲、編）
- 星盒子、林一峰 - Lemon & Sweet（編）
- 星盒子、林一峰 - Stay A Little Longer（編）

### 2000年
- 陳奕迅 - 美麗謊言（編）
- 郑伊健 - 爸爸的汽水（曲、編）
- 郑伊健 - 一生中一個你（編）
- 张家辉 - 爱得起（曲、編）
- 郭富城 - 羡慕我（曲、編）
- 李克勤 - 眼眉（曲）
- 何嘉莉 - 心暖（曲、編）
- 林依轮 - 爱在2000（曲）
- 林依轮 - 伴我同行（曲）
- 林依轮 - 休息一天（曲）
- 林依轮 - 中国99'（曲）
- 陳慧嫻 - 無奈是女人（編[註 8]）

### 2001年
- 古巨基 - 幸运铃声（曲、編）
- 陳司翰 - 爱与和平（曲、編）
- 陳奕迅 - 信心花舍（曲、編）
- 陳奕迅、容祖兒 - 放過你（編）
- 陳浩民 - 我不放弃（曲、編）
- 鄭秀文 - 你愛我愛不起（編）

### 2002年
- Cookies - 认住我（曲、編）
- Shine - 燕尾蝶（曲、編）
- 王傑 - 前程錦繡（編）
- 容祖兒 - 特別嘉賓（曲、編）
- 楊千嬅 - 勇（曲、編）
- 楊千嬅 - 谈谈情、探探听（曲、編）
- 鄭秀文 - 你的前半生（編）

### 2003年
- Boy'z、Twins - 死性不改（編）
- 徐天佑 - 簡單而隆重（曲）
- 陳奕迅 - 幾許風雨（編）
- 黃又南 - 簡單而隆重（曲、編、監）
- 趙頌茹 - 發奮（曲、編）
- 趙頌茹、李逸朗 - 负负得正（曲）

### 2004年
- 趙頌茹 Feat. 鄧建明 - 发奋 (Brother Mix)（曲、編）
- 趙頌茹 - 也许有答案（曲、編）

### 2005年
- 郭富城 - 我Buy（編[註 9]）
- 蓝奕邦 - 六月 (溶雪版)（編）

### 2006年
- 2R - 沽清愛情（編）
- 陈小春 - 羞家（曲、編）
- 林志美 - Both Sides Now（編）

### 2007年
- 欧得洋 - 蒲公英在飞（曲）
- 刘德华 - 壹块钱（編）
- 刘德华 - 只想抱抱（編[註 10]）
- 洪卓立 - 鬆郁矇（编）

### 2008年
- 古巨基 - 小甜蜜（曲）

### 2009年
- 张靓颖 - 孩子的眼睛（曲）

### 2010年
- 郑家维 - 明日之最（曲[註 11]）
- 郑家维 - 梦见你（編）
- 车盈霏 - 天气女郎（編）
- 冯颖琪 - 我爱过很多人（編、監）
- 冯颖琪 - 别在意（編、監）
- 冯颖琪 - Forever Love（編、監）
- 冯颖琪 - 拥抱现在（編、監）

### 2016年
- 江若琳 - 世上只有你（曲）
- 卢冠廷 - 你今天快乐吗（編）

### 2018年
- 張敬軒 - 親密關係（編）
- 張敬軒 - 可惜我是水瓶座（編）

### 2019年
- 關淑怡 - 假的戀愛（編）

### 2020年
- 彭家麗 - 情人的眼淚（編、監）
- 彭家麗 - 搖搖擺擺（編、監）

### 2021年
- 彭家麗 - 忘了對你說（編、監）

### 2022年
- 歐信希 - 神挑合侶（曲、編、監）
- 黃寶欣 - 借來的美夢（編）
- 黃寶欣 - 抉擇（編）

### 2024年
- 歐信希 - 家傳之寶（曲、編、監）